# Baneh Dān
Baneh Dān (persiska: بنه دان, Boneh Dān) är en ort i Iran.   Den ligger i provinsen Hormozgan, i den sydöstra delen av landet, 1 000 km sydost om huvudstaden Teheran. Baneh Dān ligger 1 598 meter över havet och antalet invånare är 202.
Terrängen runt Baneh Dān är lite bergig, och sluttar västerut.Runt Baneh Dān är det glesbefolkat, med 8 invånare per kvadratkilometer. Baneh Dān är det största samhället i trakten. Trakten runt Baneh Dān är ofruktbar med lite eller ingen växtlighet.